# Horusická blata
Horusická blata jsou přírodní rezervace v okresech České Budějovice a Tábor. Nachází se v Třeboňské pánvi mezi vesnicemi Bošilec a Horusice, na území CHKO Třeboňsko. Zahrnuje západní zátoku Horusického rybníka a nivu Bukovského potoka, který do rybníka ústí. Důvodem ochrany jsou mezotrofní rašeliniště, rašelinné louky a litorální vegetace rybníka s významnou květenou a četnými druhy ptáků. Z rostlinných druhů zde patří k nejvýznamnějším kapradiník bažinný (Thelypteris palustris), pryskyřník velký (Ranunculus lingua), ostřice dvoumužná (Carex diandra), bazanovec kytkokvětý (Lysimachia thyrsiflora), vachta trojlistá (Menyanthes trifoliata), všivec bahenní (Pedicularis palustris), prstnatec májový (Dactylorhiza majalis) a bradáček vejčitý (Listera ovata). Horusický rybník je jedním ze čtyř nejvýznamnějším shromaždišť vodních ptáků v době migrací na Třeboňsku (až deset tisíc jedinců). Hnízdí zde například čírka modrá (Spatula querquedula), chřástal vodní (Rallus aquaticus), bekasina otavní (Gallinago gallinago), břehouš černoocasý (Limosa limosa) či vodouš rudonohý (Tringa totanus).